# Calarcá
Calarcá is een gemeente in het Colombiaanse departement Quindío en ligt op slechts vijf minuten van Armenië, de hoofdstad van het departement. Calarcá is de eerste Quindiaanse bestemming die aankomt vanuit Ibagué. De gemeente, na Armenia de meest bevolkte van het departement, telt 71.605 inwoners (2005). De eerste economische activiteit in de gemeente was de mijnbouw. Later ontwikkelde de gemeente, gelegen in de Eje Cafetero tot een koffieproducerend gebied. Calarcá ligt in de Cordillera Central en kent veel regenval; tussen 1700 en 2400 millimeter regen per jaar. De luchtvochtigheid is ongeveer 85 procent.

## Toerisme
In het dorp van Calarcá er is veel voor te zien, geniet van van de historische en koloniale architectuur van de huizen van bareque en tapia loopvlak, die gepaard gaan met ontelbare verhalen, traditie, grote balkons, kleurrijke poorten en lemen daken. 

#### Koffiefestival
In de maand van juni wordt het koffiefestival gehouden op de feestelijke brug van San Pedro en San Pablo, waar de lokale bevolking en buitenlanders genieten van kleurrijke shows, traditionele kostuums, inheemse dansen en typische maaltijden. Daarnaast wordt de koffiekoningin gekozen, die vanuit haar schoonheid haar kennis moet demonstreren over alles wat met het proces, de productie en de bereiding van deze stimulerende drank te maken heeft.

#### Botanische tuin
15 hectare van de Botanische Tuin met rondleidingen en het prachtige uitzicht op de vlinderstructuur die meer dan 50 verschillende soorten herbergt voor het plezier van de mensheid, is een avontuur, aangezien de collecties van geneeskrachtige planten, heliconia's , en cactus, worden vergezeld door tuinen die de zintuigen prikkelen.
Armenia · Buenavista · Calarcá · Circasia · Córdoba · La Tebaida · Montenegro · Filandia · Génova · Pijao · Salento · Quimbaya